# Chiesa della Madonna della Cava
La chiesa della Madonna della Cava è sita all'incrocio di via della cava con via Ranieri a Orvieto, di fronte al Pozzo della Cava.

## Storia
Nel 1640 la piccola chiesa di sant'Eligio fu restaurata, poi le fu cambiato il nome in chiesa di Santa Maria della Cava.
Nel Seicento l'abside fu inglobata nella sacrestia. Nei decenni seguenti l'edificio fu trasformato in edificio di culto barocco.

## Descrizione
L'edificio è a navata unica.
Dietro l'altare si trova l'immagine della Madonna della presentazione.
Nell'altare a sinistra è raffigurato un santo, mentre in quello a destra è un crocifisso.